# Wakeboard

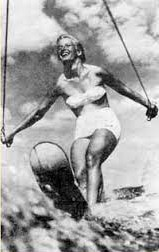
Wasserski-Pionierin Evie Wolford an Lift mit Doppelleine auf einem Monowasserski, ca. 1950

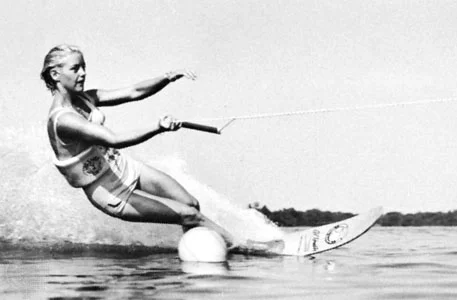
Slalom per Monowasserski, eine Hand am Trapezgriff, hinter Boot, Cypress Gardens, Florida, ca. 1950

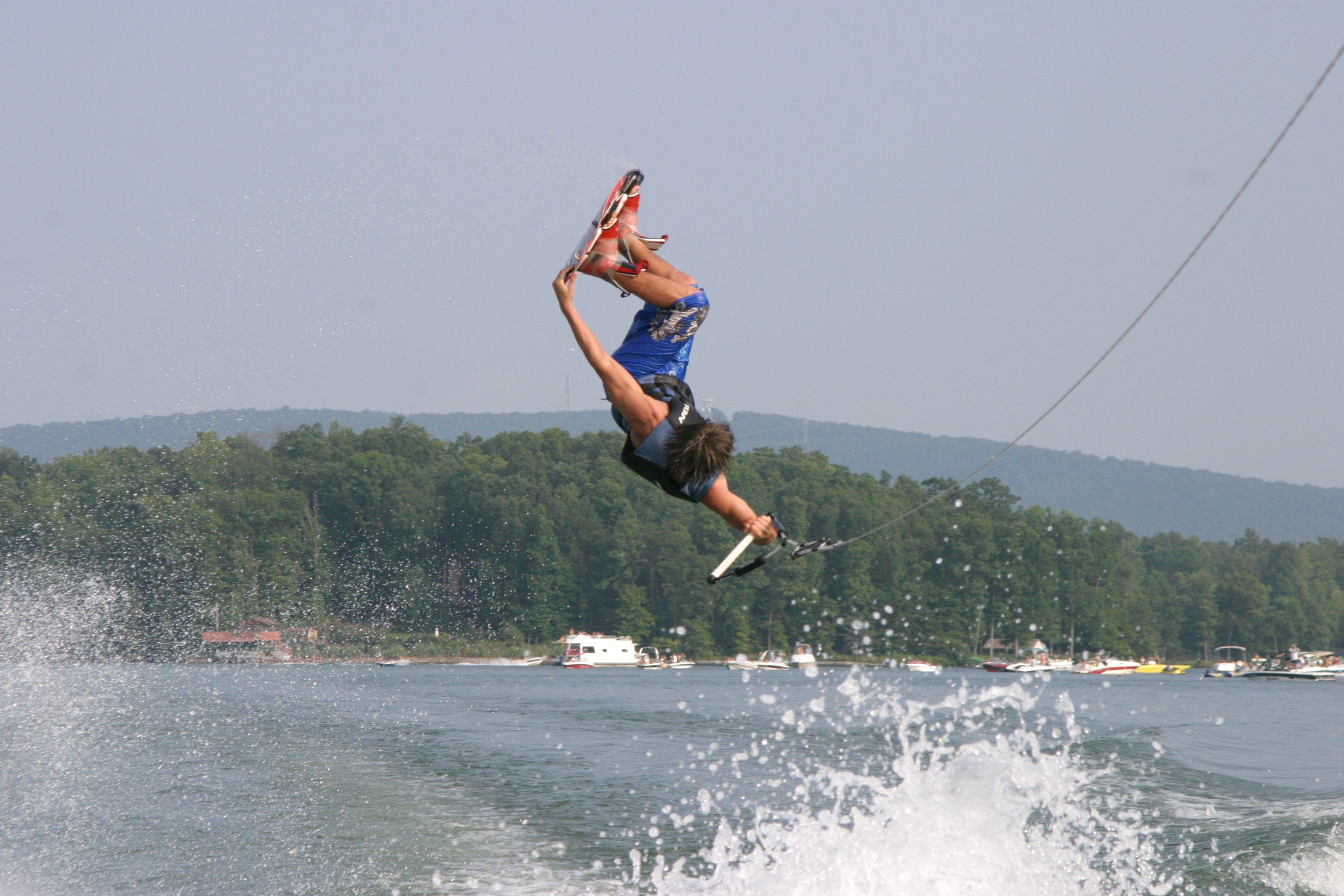
Sprungfigur mit Grab am Wakeboard, Smith Mountain Lake, Virginia, Vereinigte Staaten

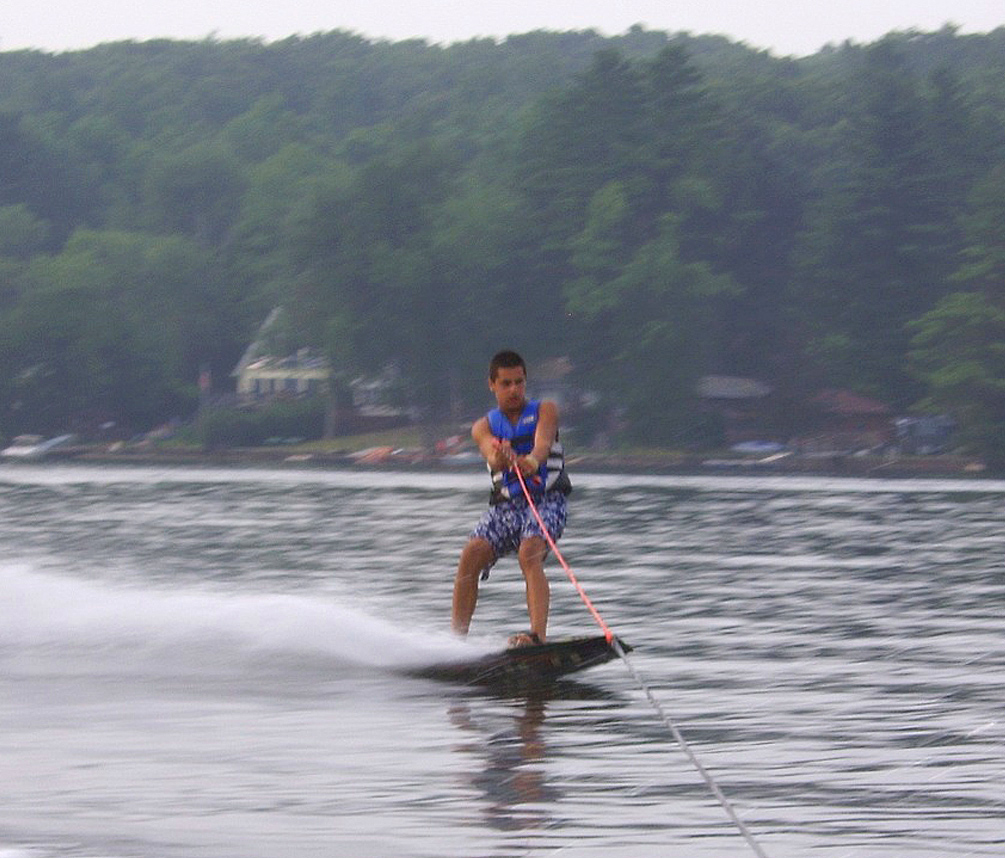
Wakeboarder in den USA

Ein Wakeboard ist ein Wassersportgerät in Form eines abgerundeten Brettes (engl. board), mit dem der Sportler, per Leine gezogen von einem Boot oder einem Schlepplift, ab einem gewissen Tempo auf dem Wasser gleiten kann. Im Gegensatz zum Surfbrett und Wakeskate besitzt es eine Bindung zum Festschnallen der Füße.
Der Fahrer steht seitlich zur Fahrtrichtung auf dem Brett. Er wird von einem Motorboot oder einem Wasserskilift (engl., Slang: Cable) gezogen. Die Sportart heißt Wakeboarding oder eingedeutscht auch Wakeboarden oder Waken.
Der Name Wakeboard stammt von der Kielwelle des ziehenden Motorbootes (engl. wake), die beim Wakeboarden auch als Sprungrampe verwendet wird. Im Seilbahnbetrieb wird für Sprünge eine keilförmig aus dem Wasser herausragende Schanze, der so genannte Kicker verwendet.
Ein Motorboot oder Jetski zieht einen Wakeboarder üblicherweise mit 35 bis 39 km/h, die Seilbahnen mit 28 bis 32 km/h. Wettkämpfe werden sowohl an Booten als auch an Seilbahnen durchgeführt.

## Geschichte
Das Wakeboarden entstand in den 1950er Jahren aus dem Wasserski mit Monoskis, einzelnen großen Wasserski-Brettern. Der Unterschied zwischen Monowasserski und Wakeboard liegt heute in Größe und Form der Bretter und der Fußstellung. Seit 2005 ist Wakeboarden bei den World Games vertreten. Nominierungen für die World Games erfolgen durch die dem IWWF zugehörigen nationalen Verbände.
Am 4. Juli 2011 setzte das Internationale Olympische Komitee (IOC) Wakeboarden als eine von sieben Sportarten auf die sogenannte „Short List“ für die Olympischen Spiele 2020, aus der dann neue Sportarten für die Spiele ausgewählt werden sollten. Letztendlich wurde Wakeboarden jedoch nicht aufgenommen.

### Zeittafel
- 1946 Gründung des heutigen Internationalen Wasserski und Wakeboard Verbandes IWWF
- 1967 Der Internationale Verband IWWF wird vom IOC anerkannt
- 1990 Gründung der World Wake Association in Florida
- 1995 Gründung des ersten deutschen Wakeboardvereins in Berlin
- 2001 Erste offizielle Wakeboard-Weltmeisterschaft in Duisburg
- 2005 Wakeboarden ist bei den World Games vertreten
- 2011 Cable Wakeboarden wird nominiert für Olympia 2020

## Organisation
In Deutschland ist der Deutsche Wasserski- und Wakeboardverband (DWWV) der vom Deutschen Sportbund anerkannte Spitzenverband aller den Wasserski- und Wakeboardsport betreibenden Vereine. International wurde der Internationale Weltverband für Wasserski und Wakeboarden (IWWF) 1967 vom Internationalen Olympischen Komitee (IOC) anerkannt. Der IWWF ist unter anderem für das Regelwerk und die Schiedsrichterausbildung verantwortlich.
In Österreich wird diese Sportart vom Österreichischen Wasserski- und Wakeboardverband (ÖWWV) vertreten.

## Wakeboard (Sportgerät)

Wakeboards im Regal

Zu den wichtigsten Merkmalen eines Wakeboards gehören die Rocker (Biegungen), die Channels (Führungskanäle), die Form des Bretts sowie die Gestaltung der Finnen. Wakeboards sind durch ihren Schaum-, Waben- oder Holzkern schwimmfähig, zwischen 111 und 165 cm lang und ca. 38 bis 50 cm breit.
Der „Rocker“ beschreibt die Biegung eines Wakeboards in der Seitansicht. Sogenannte „3-stage-Rocker“-Wakeboards sind am vorderen und hinteren Ende nach oben hin angewinkelt 
.
Manche Bretter weisen eine kontinuierliche Biegung auf (continuous rocker). Solche Wakeboards versprechen schnelle, weiche Rides und einen guten Pop. Wakeboards mit continuous rocker sind gut zum Carven geeignet, gerade bei weichem, glattem Wasser.
Zusätzlich variiert die Konfiguration und die Anordnung der Finnen und Bindungen je nach Wunsch des Surfers oder je nach Art der verschiedenen Tricks. Zum Beispiel sind flache Finnen (die nicht weit in das Wasser hineinragen) für Tricks auf der Wasseroberfläche ohne Sprung geeignet.
Die Boards werden oft so eingestellt, dass der Fahrer damit Switch fahren kann, wobei die Form des Boards dabei in der Regel symmetrisch eingestellt wird.

## Technik
Wie auch beim Surfsportarten und Skateboard fahren gibt es beim Wakeboarden zwei verschiedene Stellungen wie der Fahrer auf dem Brett stehen kann. Man unterscheidet zwischen „Goofy“ und „Regular“. Beim Goofy-Fahren ist der rechte Fuß vorne in Fahrtrichtung platziert, beim Regular-Fahren ist es umgekehrt – der linke Fuß steht vorne auf dem Board und der rechte Fuß hinten. „Goofy“ bezieht sich auf die gleiche Stellung der namensgebenden Comicfigur beim Surfen.
Wakeboarding wird in verschiedenen Varianten betrieben, hauptsächlich jedoch im Kielwasser (engl. „wake“) eines Motorbootes oder in Wasserski-/Wakeboardanlagen, seltener in stehenden Wellen von schnell fließenden Bächen oder Strömungsanlagen. Kunststücke in Parcours mit passend eingerichteten Geländern (Railings), Rampen und anderen Hindernissen (Obstacles) sind vor allem in Wasserskianlagen beliebt. Der Wakeboarder erreicht die Höhe für seine Sprünge durch gezielten Druckaufbau und den Zug der Anlage nach oben, der ihn in die Luft katapultiert und ihm Zeit für Drehungen (Rolls) und Grabs gibt. Diesen Druckaufbau nennt man „Edge“, ein Trick mit Board über dem Kopf ist ein „Invert“.

## Popularität
Wakeboarding als Sportart hat das Wasserskifahren in den 1980er Jahren in Beliebtheit und Sportlerzahl überholt und fast vollständig abgelöst. Wakeboarding gilt heute im Allgemeinen auf Grund der Form und Größe des Brettes und der Fußstellung als sicherer und gleichzeitig sportlicher, vielseitiger und technisch ausgereifter als Wasserski.

### Verwandtschaft/Ähnlichkeit mit dem Kitesurfen
Wakeboarding ist vor allem auf Grund der starken Ähnlichkeit des Wakeboards mit einem Twin-Tip Kiteboard und anderer Ausrüstungsteile artverwandt mit dem Kitesurfen. Viele Bewegungsabläufe der beiden Sportarten sind vor allem bei Kunststücken sehr ähnlich oder identisch. Wakeboarding in Seilanlagen gilt bei Kitesurfern oft als ortsnahe Wind- und Meeres-unabhängige Alternative und Trainingsvariante des Kitesurfens und hat dadurch seit der Jahrtausendwende zusätzlich an Beliebtheit gewonnen.

### Anlagen in Deutschland
Deutschland hat mit 75 sogenannten „Fullsize“-Wasserski-/Wakeboardanlagen weltweit die meisten; werden Zwei-Mast-Anlagen mit eingerechnet, steht Deutschland auf Platz 3 hinter Frankreich und Russland. Rund um die deutschen Großstädte und Ballungsgebiete, wie z. B. Berlin, Hamburg, Köln und München, gibt es meist eine Vielzahl an Anlagen im direkten näheren Umfeld.

## Philatelistisches
Mit dem Erstausgabetag 5. Mai 2022 gab die Deutsche Post AG
ein Sonderpostwertzeichen im Nennwert von 100 Eurocent mit einem Zuschlag von 45 Eurocent in der Serie Für den Sport mit dem Motiv des Wakeboardings heraus. Der Entwurf stammt vom Grafiker Armin Lindauer aus Mannheim.